# Anthaxia buschi
Anthaxia buschi es una especie de escarabajo del género Anthaxia, familia Buprestidae. Fue descrita científicamente por Assmann en 1870.